# NGC 1465
NGC 1465 é uma galáxia espiral (S0-a) localizada na direcção da constelação de Perseus. Possui uma declinação de +32° 29' 34" e uma ascensão recta de 3 horas, 53 minutos e 31,9 segundos.
A galáxia NGC 1465 foi descoberta em 25 de Setembro de 1886 por Lewis A. Swift.